# 全国中等学校優勝野球大会の歌
「全国中等学校優勝野球大会の歌」（ぜんこくちゅうとうがっこうゆうしょうやきゅうたいかいのうた）は、1926年（大正15年）8月の第12回大会の開催に当たり初代大会歌として作成された日本の楽曲である。
大会歌としては1947年（昭和22年）の第29回大会まで使用された。作詞：福武周夫、作曲：信時潔。

## 解説
兵庫県武庫郡鳴尾村（現：西宮市）の甲子園大運動場を主会場として3年目となる1926年（大正15年）に大阪朝日新聞（現在の朝日新聞大阪本社）が初の大会歌として歌詞の懸賞公募を実施し、岡山県出身で旧制尼崎中学校教諭の福武周夫による応募作が採用された。応募総数は2964篇で、同年7月1日付の1面で一等入選（賞金200円）の歌詞と二等（2本、賞金100円）、佳作（5本）の応募者氏名が発表された後、第12回大会の開会式で初演奏が行われた。入選者の福武は「枯木」の俳号でも知られ、大会歌が採用される半年前には初代「尼崎市歌」の懸賞公募でも応募作が入選している。
制定当初から大阪中央放送局（JOBK）のラジオ放送を通じて演奏されたが、レコードへの吹き込みはすぐに行われなかった。1931年（昭和6年）にポリドールが陸軍戸山学校合唱団の吹き込みでSP盤（892-A/B）を製造したが、このレコードではA面が陸軍戸山学校軍楽隊演奏の器楽曲（インストゥルメンタル）、B面が同校合唱団による歌唱の順で収録されている。
1934年（昭和9年）の第20回記念大会までは行進曲としての使用を兼ねていたが、翌年の第21回大会より別途「全国中等学校優勝野球大会行進歌」（作詞：富田砕花、作曲：山田耕筰）が作成されて大会歌と行進曲の分離が行われた。大会歌の歌詞は「明るい青空のもと躍動する雰囲気をよく表し」たものと評されていたが、文語体かつ「大旆」「打ちてし止まん」など大時代的な語句の多用が戦後の世情に馴染まなくなったため、主催者の朝日新聞社では1948年（昭和23年）の学制改革を機に第30回記念大会より「全国高等学校野球選手権大会」へ改称して本曲に代わる新大会歌を制定することを発表した。こうして作られたのが現大会歌「栄冠は君に輝く」（作詞：加賀大介、作曲：古関裕而）であるが、毎日新聞社が主催する春の選抜大会では朝日と対照的に1934年（昭和9年）制定の2代目大会歌（通称「陽は舞いおどる甲子園」）を歌詞の一部改訂により1992年（平成4年）の第64回大会まで使用し続けていた。
2014年（平成26年）公開の台湾映画『KANO 1931海の向こうの甲子園』では、1931年（昭和6年）の第17回大会に出場した嘉義農林学校をテーマとする時代考証の関係上、作品冒頭で描かれる開会式の選手入場の場面では本曲が演奏されている。

## 音源
ポリドール盤
ポリドールが製造した陸軍戸山学校合唱団の歌唱は、1989年（平成元年）にダイセル化学工業が発売した『日本の流行歌史大系』の「ポリドール編-戦前1」でトラック12に収録されたが、このCDではトラック10に選抜中等学校野球大会の初代大会歌（通称「蒼空高き甲子園」）も収録されている。
2008年（平成20年）には、日本伝統文化振興財団企画の『SP音源復刻盤 信時潔作品集成』でディスク4のトラック34に収録された。
コロムビア盤
日本コロムビアも演歌師の鳥取春陽が歌唱したカバーを製造しており、2010年（平成22年）発売のコンピレーション・アルバム『野球ソングス 大定番と貴重盤』（COCP-36066）へ収録された。
ニットー盤
大阪のニットーレコード（日東蓄音機）が「野球大会の歌」のタイトルで発売（2224-A/B）。歌唱は並木三郎で、B面には日東管弦団が演奏するインストゥルメンタルの「ワシントン・ポスト・マーチ」が収録されている。